# Liste der Monuments historiques in Fontaine-Chalendray
Die Liste der Monuments historiques in Fontaine-Chalendray führt die Monuments historiques in der französischen Gemeinde Fontaine-Chalendray auf.

## Liste der Bauwerke
| Bezeichnung                       | Beschreibung              | Standort | Kennzeichnung | Schutzstatus | Datum | Bild           |
| --------------------------------- | ------------------------- | -------- | ------------- | ------------ | ----- | -------------- |
| Kirche Notre-Dame-de-l’Assomption | Erbaut im 12. Jahrhundert | (Lage)   | PA00104690    | Inscrit      | 2016  | weitere Bilder |

## Liste der Objekte
| Bezeichnung | Beschreibung          | Standort                                        | Kennzeichnung | Schutzstatus | Datum | Bild |
| ----------- | --------------------- | ----------------------------------------------- | ------------- | ------------ | ----- | ---- |
| Glocke      | Bronze, 1583 gegossen | in der Kirche Notre-Dame-de-l’Assomption (Lage) | PM17000136    | Inscrit      | 1942  |      |